# Derek Drouin
Derek Drouin (Sarnia, 6 marzo 1990) è un altista canadese, campione olimpico a Rio de Janeiro 2016.

## Biografia
I suoi primati della specialità sono 2,35 m, stabilito indoor, e 2,40 m, stabilito outdoor. Quest'ultima misura rappresenta anche il record nazionale canadese. Ha vinto la medaglia di bronzo ai campionati del mondo del 2013 a Mosca e la medaglia d'oro ai campionati del mondo 2015 a Pechino. Nel 2012 ha vinto la medaglia d'argento ai Giochi olimpici di Londra, mentre nel 2016 ha vinto la medaglia d'oro ai Giochi olimpici di Rio de Janeiro.

## Palmarès
| Anno | Manifestazione                   | Sede           | Evento        | Risultato | Prestazione | Note                                     |
| ---- | -------------------------------- | -------------- | ------------- | --------- | ----------- | ---------------------------------------- |
| 2007 | Mondiali allievi                 | Ostrava        | Salto in alto | 10º       | 2,04 m      |                                          |
| 2009 | Giochi del Commowealth giovanili | Pune           | Salto in alto | Bronzo    | 2,09 m      |                                          |
| 2010 | Giochi panamericani giovanili    | Port of Spain  | Salto in alto | Oro       | 2,27 m      |                                          |
| 2012 | Giochi olimpici                  | Londra         | Salto in alto | Argento   | 2,29 m      |                                          |
| 2013 | Mondiali                         | Mosca          | Salto in alto | Bronzo    | 2,38 m      | Record nazionale                         |
| 2013 | Giochi della Francofonia         | Nizza          | Salto in alto | Oro       | 2,30 m      |                                          |
| 2014 | Giochi del Commonwealth          | Glasgow        | Salto in alto | Oro       | 2,31 m      |                                          |
| 2015 | Giochi panamericani              | Toronto        | Salto in alto | Oro       | 2,37 m      | Miglior prestazione personale stagionale |
| 2015 | Mondiali                         | Pechino        | Salto in alto | Oro       | 2,34 m      |                                          |
| 2016 | Giochi olimpici                  | Rio de Janeiro | Salto in alto | Oro       | 2,38 m      | Miglior prestazione personale stagionale |